# Claus von Qualen
Claus von Qualen (* 5. November 1602; † 19. September 1664) war Gutsherr auf Siggen, Amtmann von Trittau und Reinbek sowie Cismar und Oldenburg und herzoglich-holsteinischer Gesandter und Diplomat.

## Herkunft und Ausbildung
Claus von Qualen war der Sohn des dänischen Hofmarschalls Otto von Qualen (1541–1604) aus der uradeligen holsteinischen Familie Qualen und dessen zweiter Ehefrau Lucia von Pogwisch.
Unterrichtet wurde er mit seinem älteren Bruder Otto (1597–1635) von dem holsteinischen Dichter Heinrich Hudemann. Anschließend studierte er Rechtswissenschaften, zunächst ab 1617 in Helmstedt, dann in Heidelberg (1619), Leiden (1620) und schließlich 1622 in Oxford. 1623 holte ihn Herzog Friedrich III. von Schleswig-Holstein-Gottorf zurück an den Hof in Gottorf und ernannte Qualen zum Kammerjunker. 1627 ging er zwar zum weiteren Studium nach Padua, kehrte aber schon 1630 ins Herzogtum Holstein zurück und wurde Landrat in Trittau.

## Amtmann in Holstein und Gesandter am dänischen Hof
Noch vor 1641 wurde Qualen Amtmann von Trittau und Reinbek. 1649 wechselte er als Amtmann nach Cismar und Oldenburg und übernahm später auch das Amt Neumünster. Nach dem Tode Friedrichs III. 1659 verfügte dieser in seinem Testament, dass in Abwesenheit seines Sohnes
Herzog Christian Albrecht seine Witwe Marie Elisabeth unter Hinzuziehung der vier Amtmänner Claus von Qualen, Friedrich von Ahlefeldt, Paul von Rantzau und Wulf von Blome mit den Geheimräten am dänischen Hofe Johann Graf Kielmannsegg und  Levin Claus von Moltke der Regierung vorstehen soll. Dabei mussten neben den Geheimräten immer zwei der vier Landräte auf sechs Wochen am Hofe sein. Nach der Rückkehr Herzog Christian Albrechts vom schwedischen Lager aus dem Dänisch-Schwedischen Krieg (1659–1660) beförderte dieser Qualen und ernannte ihn zum Gesandten am dänischen Hof König Christians V. in Kopenhagen. Das neue 1661  abgeschlossene Bündnis zwischen Dänemark und Holstein wurde von Graf Kielmannsegg und Moltke im Auftrag des Königs und von Qualen und Blome im Auftrag des Herzogs unterschrieben.

## Qualen als holsteinischer Diplomat und Unterhändler
Neben seinen offiziellen Ämtern war Qualen einer der bedeutenden Diplomaten seiner Zeit und wurde von Herzog Friedrich III. zwischen 1632 und 1659 für viele europäische Vermittlungen eingesetzt.
Bereits 1632 wurde er an den Hof des Kurfürsten Johann Georg I. von Sachsen nach Dresden entsendet, um diesen für eine Vermittlung zwischen Herzog Friedrich III. von Holstein und König Christian IV. von Dänemark in der Auseinandersetzung um die Festung Christianpries zu gewinnen. 1636 war Qualen wieder in Dresden, dieses Mal, um ein von Hamburg vorgeschlagenes Elbprivileg zu verhandeln.
Im Winter 1644/1645 vertrat er den Herzog bei den Verhandlungen zum Westfälischen Frieden und nahm im August 1645 an den Verhandlungen teil, die zum Frieden von Brömsebro und zum Ende des Torstenssonkrieges zwischen Dänemark und Schweden führten.
1654 vertraute ihm Herzog Friedrich die Sicherheit seiner Tochter Hedwig Eleonora an, die er sodann ihrem versprochenen Mann, dem König Karl X. Gustav von Schweden in Stockholm zuführte. 1655 wurde er bevollmächtigt, den Nachlass von Johann von Schleswig-Holstein-Gottorf (1606–1655), der als Bischof Hans das Hochstift Lübeck regiert hatte, zu inventarisieren. Als nach dem Frieden von Roskilde 1658 Schleswig aus dem dänischen Lehen herausgelöst und der dänische König auf die Oberlehensherrschaft des Gottorfer Anteils verzichten musste, empfing Qualen diese Teile Schleswigs als Lehen für Herzog Friedrich III. Als dieser 1659 starb, beauftragte seine Witwe Qualen nicht nur mit der Überbringung der Todesnachricht an Kurfürst Friedrich Wilhelm von Brandenburg und den kaiserlichen Feldmarschall Raimondo Montecuccoli, die sich in Gottorf aufhielten, sondern bevollmächtigte ihn auch zu Verhandlungen mit dem Kurfürsten.

## Familie
Claus von Qualen war seit 1636 mit Lucia Beate von Rantzau (1613–1643) verheiratet, der Schwester des Marschalls Josias von Rantzau, die aber schon im Kindbett der dritten Tochter verstarb. Seine zweite Tochter Anna Hedwig (1642–1717) war mit Landrat Friedrich von Reventlow verheiratet.
Claus von Qualen heiratete 1647 in zweiter Ehe Abel von Rantzau (1625–1699), die nach dem frühen, gewaltsamen Tod ihres Vaters 1629 und dem Tod ihrer Mutter 1647 das Gut Siggen mit in die Ehe brachte. Von ihr wurde Qualen Vater von vier Töchtern und einem Sohn.
Nach seinem Tod veröffentlichte der namhafte Literaturprofessor Daniel Georg Morhof eine Trauerode über Claus von Qualen.